# Mark Lynas

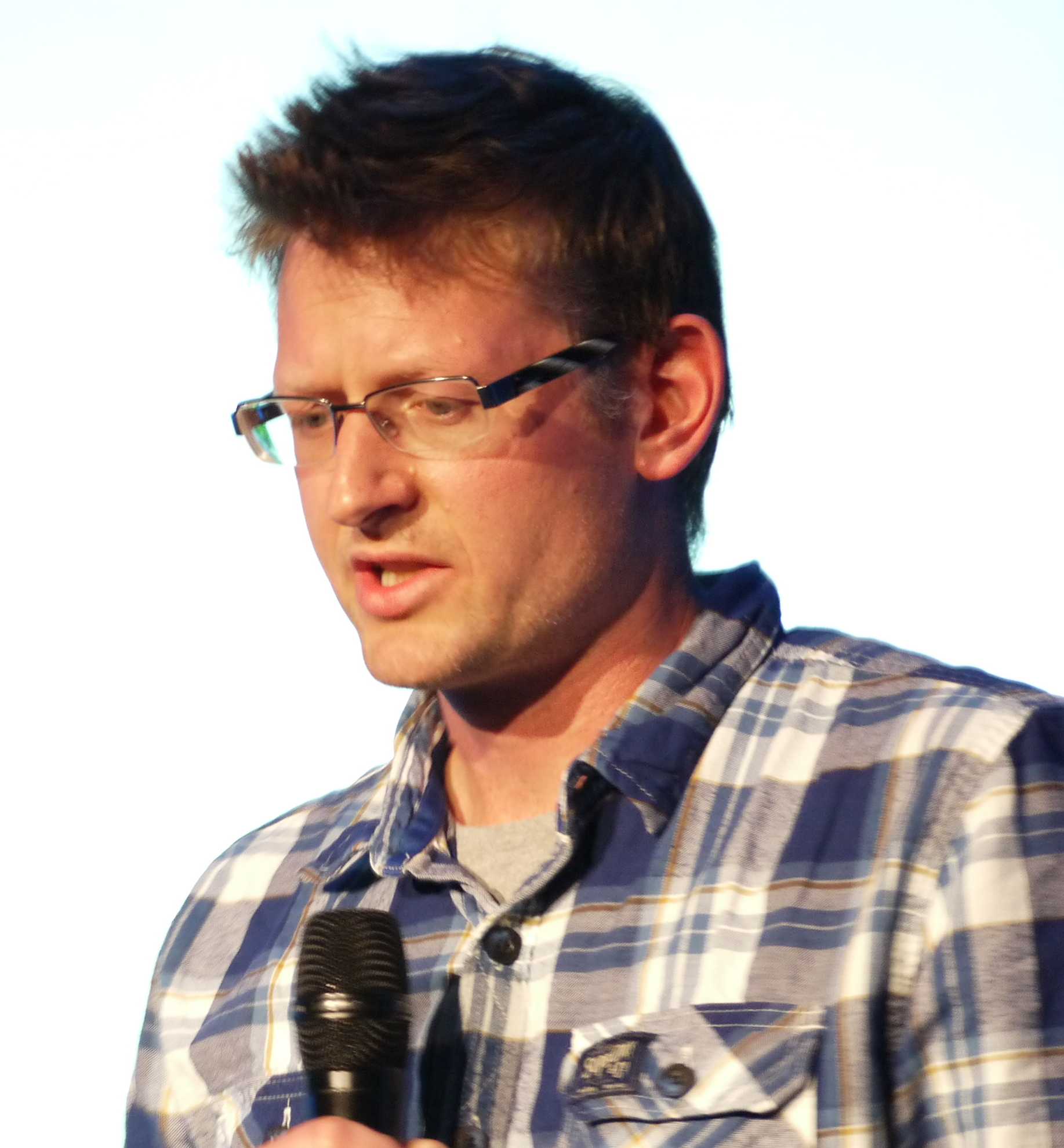
Mark Lynas (2013)

Mark Lynas (geboren 11. April 1973 in Fidschi) ist ein britischer Wissenschaftsjournalist, der sich mit Fragen des Umweltschutzes und der Klimakrise befasst.

## Leben
Lynas wurde im April 1973 in Fidschi geboren und wuchs in Peru, Spanien und im Vereinigten Königreich auf. Er war von 2009 bis 2011 Berater für den Klimawandel bei Präsident Mohamed Nasheed auf den Malediven. Er ist Gaststipendiat der Cornell Alliance for Science an der Cornell University, die sich für die Wissenschaft einsetzt. Er war für zahlreiche Medien journalistisch tätig, darunter die New York Times, die Washington Post, das Wall Street Journal, den Guardian und CNN.com.

## Wirken
Lynas setzte sich ursprünglich gegen gentechnisch veränderte Pflanzen ein, spricht sich jedoch mittlerweile auf Basis wissenschaftlicher Erkenntnisse für den Einsatz von Gentechnik aus. So schrieb er einmal: „Gentechnisch veränderte Pflanzen wurden verleumdet und verboten, aber die Wissenschaft ist eindeutig: Sie sind absolut sicher. Und außerdem braucht die Welt sie dringend.“ In seinem Buch Seeds of Science (2018) beleuchtete er den Diskurs zu diesem Thema.
Lynas’ Buch Our Final Warning (2020) ist eine Aktualisierung seines Buches Six Degrees (2007). Hierin untersucht er die möglichen Auswirkungen weiterer Zerstörungen unserer Umwelt. Our Final Warning beruht dabei auf wissenschaftlichen Erkenntnissen zu den Auswirkungen des Treibhausgasausstoßes. Er zeigt auf, dass der Ausstoß doppelt so hoch ist wie es zur Erreichung des 1,5-Grad-Ziels des Pariser Übereinkommens nötig wäre. Der Autor fasst dies im Buch wie folgt zusammen: „Dies ist wirklich unsere letzte Warnung“.

## Auszeichnungen
Für sein Buch Six Degrees erhielt er den Preis für Wissenschaftsbücher der Royal Society und im Jahr 2012 den Breakthrough Paradigm Award.